# Lufin Construct
Lufin Construct este o companie de construcții din România.
Compania a fost implicată în realizarea ansamblurilor rezidențiale Asmita Gardens, Ibiza Sol sau Brilliant Condominium din București, precum și în realizarea proiectului mixt Metropolis Center din apropierea pieței Victoria din București.
Cifra de afaceri:
- 2009: 444,9 milioane lei[2]
- 2008: 36 milioane euro[1]